# John Adams (physicien)
Pour les articles homonymes, voir John Adams.
John Bertram Adams (24 mai 1920 - 3 mars 1984) est un physicien anglais des accélérateurs.
Adams est surtout connu pour son travail au CERN et au laboratoire de Culham. Malgré un manque de formation universitaire formelle, Adams travaille pour des organisations comme le Telecommunications Research Establishment et l'Établissement de recherche atomique d'Harwell dans les années 1940 et au début des années 1950. Il est directeur par intérim puis directeur élu du CERN de 1976 à 1981.

## Biographie
Né à Kingston, Surrey, le 24 mai 1920. Il fréquente l'Eltham College de 1931 à 1936, après quoi il commence à travailler pour les laboratoires Siemens à Woolwich. Il poursuit ses études à l'Institut technique du sud-est de Londres jusqu'en 1939, obtenant un certificat national supérieur. C'est la fin de son éducation formelle ne recevant aucune formation universitaire.
Chez Siemens, ses travaux portent sur les propriétés acoustiques des téléphones. Entre 1940 et 1945, il travaille au Telecommunications Research Establishment étant notamment responsable du développement du radar à micro-ondes. Après, Adams part à l'Établissement de recherche atomique d'Harwell jusqu'en 1953. En 1953, il retourne au nouveau Laboratoire du CERN, à la Division de physique générale en tant qu'ingénieur chargé de concevoir et de construire le Harwell Synchrocyclotron, le premier grand accélérateur d'Europe qui fonctionne avec succès pendant 30 ans jusqu'à l'arrêt en raison d'un manque de financement. Toujours à la fin de 1953, il est noté comme membre à part entière du personnel du Proton Synchrotron Group. Lorsque le synchrotron à protons du CERN devient pleinement opérationnel en 1959, Adams joue un rôle important dans la définition des méthodes et de l'organisation par lesquelles les physiciens effectuent les tests. Son travail d'organisation de la structure administrative du CERN et de l'équipement de mesure est préparé pour l'expérimentation menant jusqu'au démarrage du synchrotron à la fin de 1959. Après le décès du Pr. CJ Bakker, directeur général du CERN, en avril 1960, le Conseil du CERN nomme Adams au poste de directeur général par intérim. Il occupe ce poste jusqu'en août 1961, date à laquelle il retourne au Royaume-Uni en tant que directeur du Culham Fusion Laboratory, puis de 1966 à 1971, il est membre de l'Autorité britannique de l'énergie atomique. Il devient également membre de la Royal Society. De retour au CERN en 1971 en tant que directeur général du Laboratoire II, il dirige la conception du super synchrotron à protons. Il partage les fonctions de directeur général du CERN avec Willibald Jentschke (en) puis Léon van Hove dans les années 1970. Avec la réorganisation du CERN en 1976, il en devient le directeur général exécutif, travaillant à l'obtention de financements pour le collisionneur LEP,,. Le nouveau collisionneur utilise des systèmes d'aimants pour l'accélération qui ont été conçus par Adams dans ses précédents accélérateurs. Il est anobli comme Chevalier en 1981.
Il reçoit le Prix Rontegen, Université de Giessen (1960), la Médaille Duddell, Société de physique (1961), la Médaille Leverhulme (1972) et la Médaille royale (1977).
Le John Adams Institute for Accelerator Science (JAI), un institut de recherche en physique des accélérateurs composé de chercheurs du Royal Holloway, de l'Université de Londres, de l'Université d'Oxford et de l'Imperial College de Londres, est nommé en son honneur,,,. Une route principale ("Route Adams") du site de Prevessin du CERN porte également son nom.
John Adams et sa famille ont vécu à Founex, canton de (Vaud), Suisse..